# 白史 (西藏)
《白史》（藏語：དེབ་ཐེར་དཀར་པོ）是一部研究西藏历史的重要史书，由近代西藏历史学家更敦群培所著。
更敦群培精通藏语和英语，曾在印度旅居多年。在国外期间，他见到了敦煌出土的古藏文文献，发现同传统的藏传佛教史书记载差异颇大，因此萌生了创作这部著作的念头。
更敦群培原本計畫將此書寫成《王統世系》。1946年2月更敦群佩回到拉萨之后，着手开始编写《白史》。然而就在同年4月，更敦群培被噶厦政府逮捕入狱，因此《白史》只写了松赞干布至芒松芒赞两代君王在位期间的历史。死后，由担任如本的霍康·索朗边巴资助出版了木刻版。
《白史》也是西藏历史上第一部以世俗观点撰写的藏文史书。该书被翻译成汉语、英语、法语，在各国出版。1954年，法尊法师将此书译为汉语文言文，后经藏学家王沂暖校对后出版。

## 外部連結
- 英譯本 （页面存档备份，存于）